# Doença de Ménière
A doença de Ménière é um distúrbio do ouvido interno caracterizado por episódios de vertigem intensa, tinido nos ouvidos, perda auditiva e desconforto no ouvido. Geralmente só um dos ouvidos é que é afetado, pelo menos nos episódios iniciais. No entanto, ao longo do tempo pode começar a afetar os dois ouvidos. Na maioria dos casos, os episódios têm uma duração de 20 minutos a algumas horas. O intervalo de tempo entre os episódios varia. À medida que o tempo avança, a perda auditiva e o tinido nos ouvidos podem-se tornar permanentes, ainda que ligeiros.
Embora a causa da doença de Ménière não seja totalmente compreendida, é provável que envolva fatores genéticos e ambientais. Existem várias teorias para explicar o porquê da sua ocorrência, incluindo constrições nos vasos sanguíneos, infeções virais e reações autoimunes. Cerca de 10% dos casos são familiares. Acredita-se que os sintomas se manifestem como resultado da acumulação de líquido no labirinto do ouvido interno. O diagnóstico tem por base os sintomas e, em muitos casos, um exame auditivo. Entre outras condições que produzem sintomas semelhantes estão a enxaqueca vestibular e acidente isquémico transitório.
Não existe cura. Os ataques são geralmente tratados com medicação para aliviar as náuseas e a ansiedade. A generalidade das medidas de prevenção são pouco apoiadas por evidências científicas. Podem ser tentadas medidas como uma dieta pobre em sal, diuréticos e corticosteroides. A fisioterapia pode ajudar a coordenar o equilíbrio, ao passo que o aconselhamento psicológico pode ajudar com a ansiedade. Quando outras medidas não são eficazes, podem ser tentadas injeções no ouvido ou cirurgia, embora estas medidas estejam associadas a riscos. A aplicação de tubos de ventilação timpânica, embora popular, não é apoiada por evidências.
A doença foi descrita pela primeira vez por Prosper Ménière no início do século XIX. A doença de Ménière afeta entre 0,3 e 1,9 em cada 1 000 pessoas. Os primeiros episódios são mais comuns entre os 40 e 60 anos de idade. A condição afeta com maior frequência mulheres do que homens. Ao fim de 5 a 10 anos, os episódios de vertigem intensa geralmente desaparecem e a pessoa permanece com uma ligeira perda de equilíbrio, assim como com tinido e perda auditiva ligeira no ouvido afetado.

## Etiologia

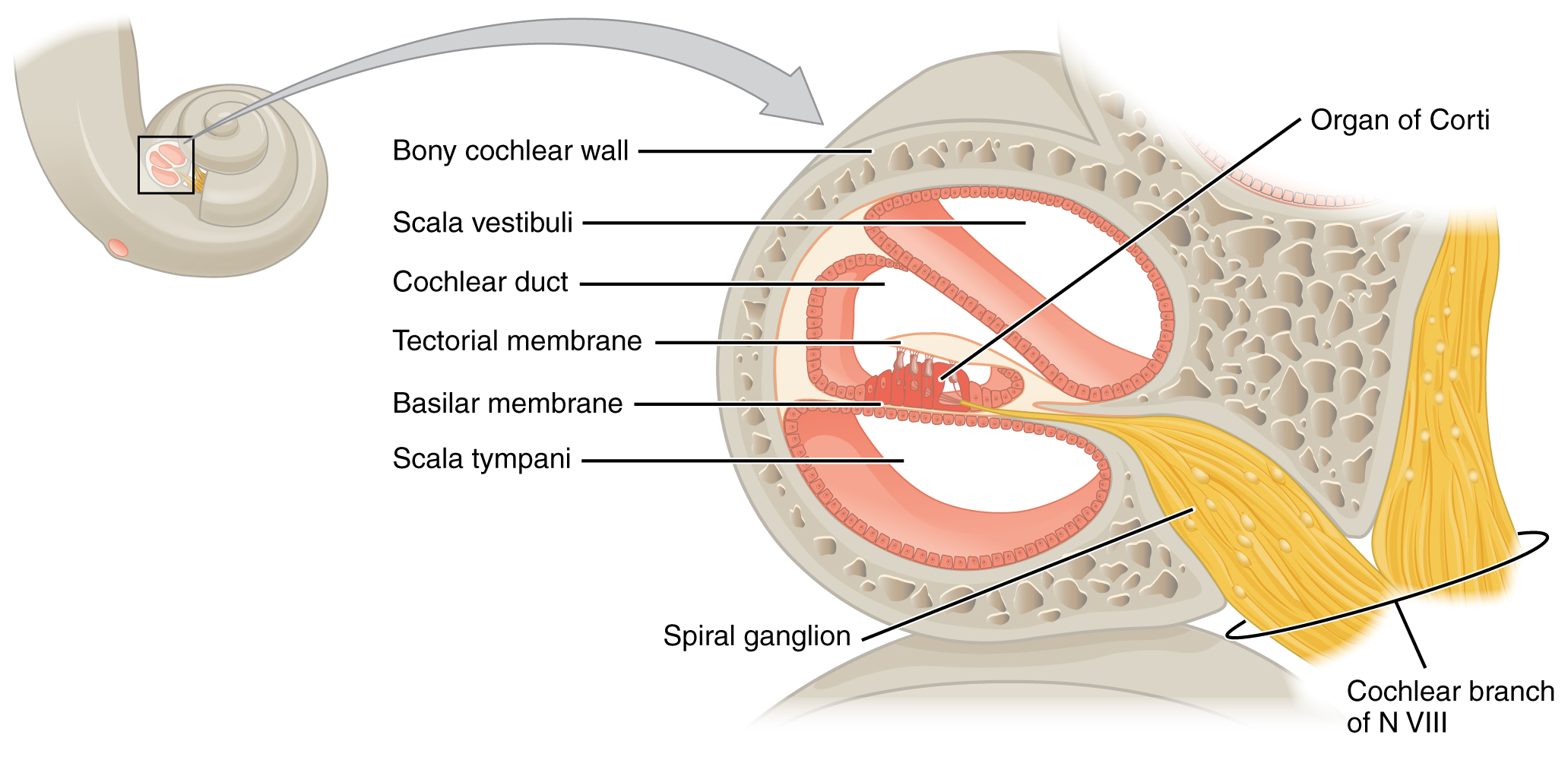
Estrutura da cóclea (em inglês)

Hoje em dia não tem uma teoria concretizada pela comunidade científica, no entanto existe um conceito mais contemporâneo da doença no qual diz que provocam modificações nas características químicas ou na quantidade dos líquidos (endolinfa e perilinfa) que estão no interior do labirinto podendo ser causada por patologias do tipo: Alergia, sífilis, causas congênitas, otite média crônica, osteosclerose, distúrbio metabólico dos carboidratos (as estruturas labirínticas são sensíveis a mudanças nos níveis de glicose), trauma, autoimunidade, no entanto a maioria dos pacientes a causa será desconhecida. Duas destas causas tem ganhado importância nos últimos anos: a viral e a autoimune.
A infecção viral: Tem sido alegado que certos vírus têm mais afinidade do que outros para afetar o ouvido interno. Segundo os pesquisadores que apoiam essa teoria, o vírus pode estar presente, porém “invisível” ao sistema imunitário do indivíduo, sendo que uma exposição ao antígeno pode ocorrer como resultado de uma lesão ou destruição celular durante uma infecção viral.
Causa autoimune: Existe um conceito que diz que o sistema imunitário poderá ter um papel importante em alguns tipos de perda auditiva e doenças vestibulares. Hoje em dia, existe vasta informações sobre a evolução de algumas doenças autoimunes do ouvido interno, incluindo doença de Ménière, acreditando-se que 1/3 dos casos têm esta causa, embora os mecanismos envolvidos não sejam claros.
Atualmente existe evidência clínica e experimental que suporta cada uma das várias teorias e hipóteses etiológicas, e assim, a explicação mais provável é a de que a doença é multifatorial.

## Fisiopatologia
Como a fisiopatologia desta doença ainda não é um assunto encerrado, ao longo dos anos foram surgindo mais teorias. Uma das mais recentes é que existem três fatores principais que interagem entre si e originam os ataques da doença de Ménière. O primeiro é o acúmulo de líquido no ouvido afetado em todos os pacientes com a doença, o segundo é a existência de um limiar mais baixo para a ausência de oxigênio no tecido cerebral e parte interna da orelha durante os ataques e o terceiro é a diferença de sensibilidades da falta de oxigênio nos diferentes tecidos do ouvido. Esta teoria é apoiada pelos estudos de Kimura e Perlmann entre 1956 e 1958, de Griffith em 1961 e de Chou em 1962 que demonstraram que os tecidos vestibulares e cocleares têm sensibilidades diferentes à bloqueio da artéria e veia.
Embora a causa da doença de Ménière não seja totalmente compreendida, é provável que envolva fatores genéticos e ambientais. Existem várias teorias para explicar o porquê da sua ocorrência, incluindo constrições nos vasos sanguíneos, infeções virais e reações autoimunes.  Acredita-se que os sintomas se manifestem como resultado da acumulação de líquido no labirinto do ouvido interno.
O diagnóstico tem por base os sintomas e, em muitos casos, um exame auditivo. Entre outras condições que produzem sintomas semelhantes estão a enxaqueca vestibular e acidente isquémico transitório. Outros fatores são: infecção do ouvido médio, traumatismo craniano ou uma infecção do trato respiratório superior e alergia. O uso de aspirina, consumo excessivo de sódio, fumar e o consumo de álcool aumentam os riscos.
O aumento da quantidade de líquido no labirinto membranoso demonstrada em estudos dos tecidos dos ossos laterais do crânio, é um achado característico da doença de Ménière, que pode levar à ruptura da membrana labiríntica, gerando a mistura da perilinfa com a endolinfa (líquidos presentes no ouvido interno). Isto resultaria em comprometimento vestibular agudo, ou seja, causando vertigem ou/e perda auditiva. No entanto, não existe uma relação direta entre aumento de quantidade de líquido e Ménière não se encontra ainda definida.
As principais alterações estruturais reportadas nos exames de imagem dos pacientes com doença de Ménière são: osso que se localiza atras da orelha (mastoide) com poucas células, diminuição da formação de cavidade com ar na substância cinzenta do cérebro, acúmulo de fibras em volta dos vasos sanguíneos, atrofia sacular e estreitamento do canal onde fica a endolinfa.

## Sinais e sintomas

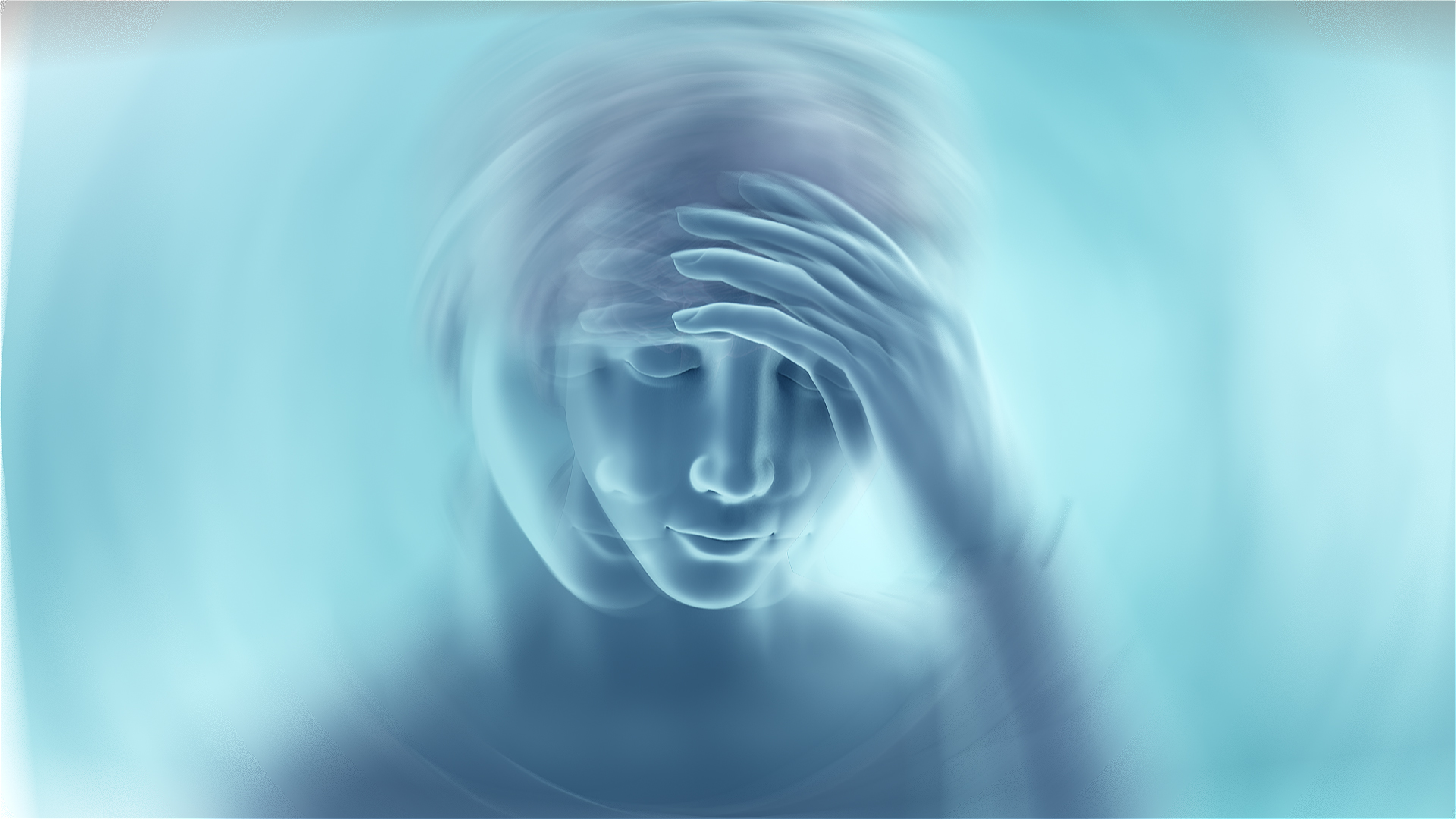

Os sintomas variam muito de paciente para paciente dependendo da causa e da progressão, podendo envolver:
- Episódios recorrentes de vertigem: ocorrem sem aviso e geralmente duram de 20 minutos a duas horas, mas podendo durar até 24 horas. Vertigem severa pode causar náuseas e vômitos e descontrole do movimento dos olhos;
- Episódios de perda de audição progressivamente piores: durando de vinte minutos a 4 horas. Eventualmente, a maioria das pessoas experimenta algum grau de perda de audição permanente;
- Zumbido ou tinido no ouvido;
- Sensação de aumento da pressão no ouvido;
- Migrânea (apenas em 30% dos casos).

Inicialmente os pacientes relatam os sintomas vestibulares ou aditivos isolados por vários meses ou até mesmo por anos, depois do que desenvolvem os demais sintomas.
Podem ocorrer quadros clínicos incompletos, esses têm sido denominados doença de Ménière atípica. Esses quadros exibem diferentes combinações entre sintomas cocleares e vestibulares não enquadráveis nos atuais critérios diagnóstico. Entre as diversas atipias temos a síndrome de Lermoyez e as variantes cocleares (hidropisia coclear) ou exclusivamente vestibular (hidropisia vestibular). Ambas podem se converter em doença de Ménière definida ou provável, ao longo do tempo.
A síndrome de Lermoyez é rara, o paciente relata que a sensação da perda auditiva melhora acentuadamente durante o episódio de vertigem agudo. A perda auditiva costuma progredir durante o tempo.
Fonofobia, misofonia, hiperacusia, diplacusia e algiacusia são sintomas adicionáveis a atipicidade da Doença de Menière.

## Diagnóstico
Os critérios para o diagnóstico definitivo em 2015 eram:
- Dois ou mais episódios espontâneos de vertigem, cada um com duração entre 20 minutos e 12 horas;
- Audiometria indicando perda auditiva neurossensorial de baixa a média frequência no ouvido afetado em pelo menos uma ocasião antes, durante ou depois de um dos episódios de vertigem;
- Sintomas auditivos flutuantes (audição reduzida, zumbido ou sensação de plenitude) no ouvido afetado;
- Não é melhor explicado por outro diagnóstico de transtorno vestibular.

Critérios para diagnóstico provável:
- Dois ou mais episódios de vertigem ou tontura, cada um com duração entre 20 minutos e 24 horas;
- Sintomas auditivos flutuantes (audição reduzida, zumbido ou sensação de plenitude) no ouvido afetado;
- Não é melhor explicado por outro diagnóstico do aparato vestibular.

Um sintoma comum e marcante é a hipersensibilidade aos sons (fonofobia). Esta hipersensibilidade é facilmente diagnosticada medindo os níveis de desconforto de intensidade (LDLs) em uma logoaudiometria.

## Características audiológicas
Na doença de Ménière é identificado a perda auditiva é neurossensorial, ou seja, a orelha interna que é afetada. É habitualmente reconhecida como unilateral, pelo menos inicialmente, o paciente costuma identificar o ouvido que apresenta mais dificuldade, e a audiometria permite confirmar essa queixa. Não necessariamente é uma doença que atinge apenas uma orelha, em muitos casos, pode acabar se tornando bilateral.
A perda auditiva é, geralmente, mas não obrigatoriamente, flutuante e de início apenas para baixas frequências (sons graves) ou em combinação com perdas de altas frequências (sons agudos), com audição normal nas frequências médias. Com a evolução da patologia, há uma tendência para o agravamento e extensão a todas as frequências. Zumbido e/ou sensação de ouvido tampado têm de estar presentes no ouvido afetado, segundo os critérios de diagnóstico da AAO-HNS.
Existem duas possibilidades do surgimento da Doença de Ménière, o paciente pode experimentar vários ataques de vertigem, até que uma perda auditiva significativa, associada a zumbido, seja mensurável ou apresentar uma perda auditiva unilateral para baixas frequências, anos antes de sofrer uma crise de tontura.
Em relação a intensidade, alguns têm acentuadas perda auditiva e flutuação auditiva, com poucas manifestações de tontura; outros apresentam tontura fortes e ligeira perda auditiva ou experimentam vários ataques vertiginosos, até se verificar uma perda auditiva. Aproximadamente, dois terços dos pacientes experimentam fases de ataques vertiginosos, enquanto o outro terço tem ataques esporádicos.
Há alguns casos que os pacientes não apresentam dificuldade auditiva, mas a sensação de pressão auricular e os zumbidos perturbam a sua capacidade de discriminação verbal, levando-os a pensar, que a sua audição se encontra afetada, por isso esses sintomas são confirmados através de um exame chamado audiometria tonal.
Não existe cura. O tratamento pode ser necessário por toda a vida e é difícil impedir danos permanentes à audição. São eles:
- Episódio agudo de vertigem: É acompanhada de zumbido e sensação de ouvido tampado é tratada com medicamentos depressores da função vestibular e sintomáticos para náuseas e vômitos.
- Medidas dietéticas: Ao longo do tempo existiram vários tratamentos para essa doença, um dos primeiros surgiu em 1934 quando Frustenberg introduziu uma dieta pobre em sal nestes pacientes, após ter demonstrado que os sintomas da doença eram causados pela retenção de sódio, podendo também ser controlados com o uso de diuréticos. Já em 1975 Boles demonstrou mesmo que os seus pacientes tinham os sintomas vertiginosos controlados com dietas de 800 a 1000mg de sal por dia. No entanto, não há nada que confirme essa abordagem, apenas é interessante notar que as dietas com restrição de sal sempre fizeram parte da primeira linha de tratamento da Doença de Ménière.[14] O impacto do aumento de consumo de glicose, associado ao aparecimento da síndrome metabólica, diabetes, hipertensão e problemas cardiovasculares, e sua possível relação com sintomas vestibulares, fez com que pesquisadores cheguem à conclusão de que a dieta com restrição de glicose é uma medida efetiva no tratamento de pacientes com disfunções vestibulares associadas a desordens do metabolismo de glicose.[15]
- Diuréticos: Junto com a restrição de sal, o uso de diurético serve para reduzir os sintomas da Doença de Ménière, por meio da diminuição da pressão e/ou volume da endolinfa. Entretanto, até o momento há poucas evidências científicas de qualidade indicando seu uso como opção terapêutica.
- Aparelhos auditivos: Podem ser usados para melhorar a audição do indivíduo.
- Dispositivo de Meniett: Um aparelho para reduzir a pressão do ouvido usando pulsos de pressão positiva, mas que deve ser usado três vezes por dia durante cinco minutos, para reduzir a vertigem, surdez, zumbido e dor de cabeça. O aparelho envia pulsos de pressão para o ouvido interno através do tubo, e, apesar de não se saber ao certo como, alguns pacientes experimentam alívio sintomático quando usam o dispositivo no dia-a-dia. Uma grande parte de investigadores defendem tratar se de efeito placebo.[15]
- Betahistina: A Betahistina é uma droga frequentemente prescrita para o tratamento da Doença de Ménière, pois suas evidências mostram seu efeito positivo na redução das crises recorrentes de vertigem, além de apontarem que se trata de um medicamento bem tolerado pelos pacientes. Apesar das evidências favoráveis indicando sua ação positiva nas crises de vertigem, sua efetividade foi considerada baixa quando empregada com o objetivo de reduzir a perda auditiva e o zumbido.
- Quando essas medidas não são eficazes, podem ser tentadas injeções no ouvido (gentamicina ou esteroides) embora estas medidas estejam associadas a riscos,[4][2] cirurgia (para descomprimir o labirinto membranoso ou para cortar o nervo vestibular, remover o labirinto (labirintectomia) e reduzir os sintomas) [16] ou até mesmo aplicação de tubos de ventilação timpânica, embora popular, não é apoiada por evidências.[4]

## Prevenção
A generalidade das medidas de prevenção são pouco apoiadas por evidências científicas. Podem ser tentadas medidas como uma dieta pobre em sal, com a presença de diuréticos.

## Epidemiologia
A doença de Ménière afeta entre 0,2% da população (2 em cada 1 000 pessoas.) Os primeiros episódios são mais comuns entre os 40 e 60 anos de idade. A condição afeta com maior frequência mulheres do que homens. Sua prevalência varia muito de país para país, sendo mais comum nos EUA que na Europa e Japão.